# Jorgo Krallis
George Nikolas Jorgo Krallis, född 1937 i Thessaloniki, Grekland och bosatt i Saltsjöbaden, är en grekisk-svensk målare, skulptör och grafiker.  
Han studerade vid Konstakademin i München, Grafikskolan i Amsterdam och Konsthögskolan i Stockholm. Separat har han ställt ut på bland annat Galerie d'Eendt i Amsterdam, Gallery 55 i New York, Gröna Paletten i Stockholm, Konstfrämjandet i Stockholm och Malmö, Art Expo i New York samt på Eskilstuna Konstmuseum och i ett stort antal samlingsutställningar i Sverige, Norge, Tyskland, Grekland, Italien, Schweiz, England, USA, Japan och Argentina. Bland hans offentliga arbeten märks en takutsmyckning vid Falköpings Postterminal och en takutsmyckning för barnpolikliniken vid Karolinska sjukhuset i Stockholm samt en 6 meter hög skulptur vid Eriksfälts bostadsområde i Malmö. Han tilldelades ett pris vid Internationella Grafiktriennalen i Grenchen 1968, och ett 1:a pris vid Miniatur grafik biennal i Cadaques och Konstakademiens stipendium samt Statens stora arbetsstipendium 1976. 
Krallis är representerad vid Statens konstråd, Moderna museet, Kalmar konstmuseum, Musée d'Art Moderne i Paris, Bibliothèque nationale de France i Paris, Brattford Museum of Modern Art i England, Lunds museum, Malmö museum, Madrid museum, Iolas Museum i Aten och Helsingborgs museum.